# Tara Jaff

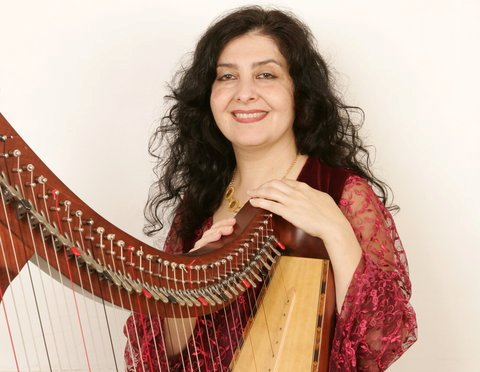
Tara Jaff (2012)

Tara Jaff (* 1958 in Bagdad, Irak) ist eine kurdische Harfenspielerin und Sängerin. Sie singt hauptsächlich in Hawrami.

## Biographie
Als Tochter eines kurdischen Diplomaten aus Halabja und einer Tatar-Türkin wurde Tara Jaff im Jahre 1958 in Bagdad geboren. Mit 11 Jahren besuchte sie dort eine Musikschule und lernte Klavier zu spielen. In der Mittelschule brachte sie sich das Gitarrenspielen selber bei und fand früh ihr Interesse an westlicher Musik. 1971 wurde ihr Vater mit dem Aufschwung des Baath-Regimes im Irak verhaftet. Die Mitgliedschaft aller Studentinnen und Studenten bei der Baath-Partei wurde zur Pflicht; Tara und ihre Schwester verweigerten sie, weshalb Tara sich gezwungen sah, 1976 aus dem Irak nach Großbritannien zu flüchten.
In England lernte sie den Gitarristen Ralph McTell kennen, wodurch sie mit der englischen Volksmusik zu experimentieren begann. Erst nach einigen Jahren Exil verspürte sie das Bedürfnis auch kurdische Rhythmen, Töne und Lieder, welche sie von ihren Verwandten im Irak noch kannte, auf der Gitarre zu spielen und begann, kurdische Musik mit westlicher Musik zu kombinieren.
In ihrer Universitätszeit in England lernte sie auch Kurden aus der Türkei und dem Iran kennen, wodurch sie sich der kurdischen Musik noch stärker näherte. Schließlich lernte sie auch das orientalische Instrument Saz zu spielen. Später trat sie einer chilenischen Band bei und sang dort auswendig gelernte spanische Lieder, obwohl sie kein Wort Spanisch sprach.
Als Tara Jaff das erste Mal die Platte von Alan Stivell namens Renaissance of the Celtic Harp zu hören bekam, verliebte sie sich in die Harfe und beschloss, das Harfenspielen zu erlernen. Dass die Harfe (ursprünglich ein Instrument der Sumerer und Assyrer) aus dem Mittleren Osten stammt, stärkte Taras Bindung zur Harfe. Später begann sie, Unterricht im Harfenspielen zu nehmen. Heute verdient sie ihr Geld als Musikerin und ist die erfolgreichste kurdische Harfenspielerin.

## Diskographie
- Dilley Dewanem (2006)

## Singles
- Dilley Dewanem (2006)